# Stand (álbum)
| Críticas profissionais | Críticas profissionais |
| Avaliações da crítica  | Avaliações da crítica  |
| Fonte                  | Avaliação              |
| ---------------------- | ---------------------- |
| Jesus Freak Hideout    | link                   |

Stand é o álbum de estreia da banda The Letter Black, lançado em julho de 2007 de forma independente.

## Faixas[1]
1. "Under God" — 3:40
2. "Stand" — 2:35
3. "Must Die" — 4:03
4. "Out of Reach" — 2:58
5. "You Are More" — 4:00
6. "Overdose" — 3:31
7. "Break" — 2:24
8. "Tonight" — 4:24
9. "Different Face" — 4:04
10. "Until Death" — 3:39
11. "Stand" (versão rádio) — 2:36